# Elena von Griechenland

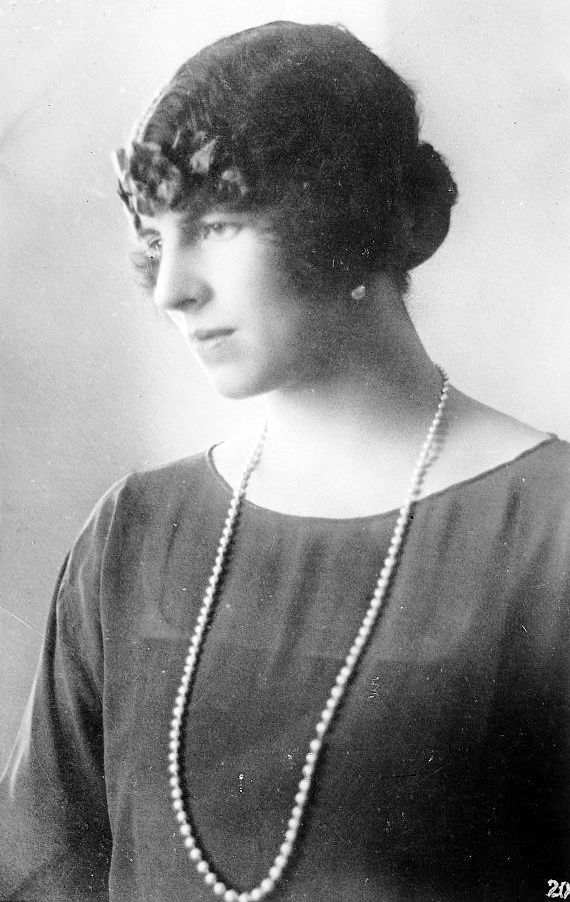
Elena von Griechenland

Elena von Griechenland (* 2. Mai 1896 in Athen, Griechenland; † 28. November 1982 in Lausanne, Schweiz) war eine Prinzessin von Griechenland und Dänemark sowie Königinmutter von Rumänien. Während des Zweiten Weltkrieges unternahm Elena Bemühungen, um die rumänischen Juden vor der Massenermordung zu retten, wofür sie später mit dem Ehrentitel Gerechter unter den Völkern ausgezeichnet wurde.

## Biographie
Elena wurde als drittes von insgesamt sechs Kindern von König Konstantin I. von Griechenland (1868–1923) und dessen Frau Sophie von Preußen (1870–1932) in Athen geboren. Sie ist somit eine Urenkelin von Queen Victoria, Enkelin von Kaiserin Friedrich, eine Nichte von Kaiser Wilhelm II. und die Tante der ehemaligen spanischen Königin Sophia von Griechenland.
Am 10. März 1921 heiratete sie den rumänischen Thronfolger Karl II. Ihr einziger Sohn, Michael (Mihai), am 25. Oktober 1921 geboren, wurde am 4. Januar 1926 Thronfolger, nachdem sein Vater auf sein Erbe verzichtet hatte und im Ausland geblieben war. Somit war Elena für die Erziehung ihres Sohnes zuständig. Mit dem Tod von König Ferdinand wurde Michael 1927 zum ersten Mal König Rumäniens. Auf Rat des Ministerpräsidenten ließ Elena am 21. Juni 1928 ihre Ehe zu Karl scheiden. Die Herrschaft Michaels endete am 8. Juni 1930, als Karl illegal aus seinem selbstauferlegten Exil nach Rumänien zurückkehrte und sich vom Parlament zum König ernennen ließ.
Obwohl die Öffentlichkeit auf eine Versöhnung des Königspaares gehofft hatte, wurde schnell klar, dass Karl nicht beabsichtigte, die geschiedene Ehe wieder aufzunehmen. Da sich die Spannungen zwischen den beiden Elternteilen verschlechterten, entschloss sich Elena 1932, ins Exil zu gehen. Die nächsten acht Jahre besuchte Michael sie in Florenz jeweils zwei Monate im Jahr.
Am 6. September 1940 musste Karl abdanken, nachdem seine Popularität infolge der territorialen Verluste des Landes an die Sowjetunion, Bulgarien und Ungarn geschwunden war. Ministerpräsident Ion Antonescu ergriff die Macht und ernannte sich selber, deutschem Beispiel folgend, zum Conducător (de. Führer), schaffte jedoch die Monarchie nicht ab. Mihai wurde am selben Tag zum zweiten Mal König, und Antonescu bat Elena zurückzukehren, um ihrem Sohn als Ratgeberin beizustehen. Jedoch räumte Antonescu dem Staatschef nur eine zeremonielle Rolle ein und schuf durch sein nachträgliches Verhalten Misstrauen und Spannungen zur Königsfamilie. Während des Krieges bemühte sich Elena wiederholt, Antonescu zu überzeugen, die rumänischen Juden nicht nach Polen zu deportieren und die Morde einzustellen.
Elena wurde zur wichtigsten Vertrauensperson ihres Sohnes und stand ihm auch in der schwierigen Zeit bei, als nach 1944 die Kommunistische Partei Rumäniens die Macht langsam ergriff. Die Monarchie blieb letztendlich das einzige Hindernis im Wege der Einführung eines totalitären Regimes, und am 30. Dezember 1947 wurde Michael gezwungen, eine Abdankungsurkunde zu unterzeichnen. Am 4. Januar des Folgejahres verließ die Königsfamilie das Land.
Den größten Teil ihres Exils verbrachte die Königinmutter in Florenz, auf ihrem Besitz, der Villa Sparta. Lediglich 1979 zog sie aus gesundheitlichen Gründen in die Schweiz, wo ihr Sohn seinen Wohnsitz hatte. Sie starb in Lausanne im Alter von 86 Jahren. Sie wurde auf dem Friedhof Bois-de-Vaux in Lausanne neben Prinzregent Paul von Jugoslawien, dessen Gemahlin Olga von Griechenland (einer Cousine von ihr), und deren Sohn Nikola beigesetzt.